# Tricomicterídeos
Tricomicterídeos (Trichomycteridae) é uma família de peixes da ordem Siluriformes. Popularmente são conhecidos como peixes-gatos-parasitas, cambeva, cambeba, acangapeva, campeva, bagre-mole ou bagre-cambeja. Engloba 41 gêneros e mais de 200 espécies. Muitas espécies são consideradas parasitas, incluindo o candiru ou peixe-vampiro (Vandellia sp.), temido por algumas pessoas por seu suposto hábito de adentrar na uretra humana. São pequenos peixes de corpo mole, com pontuações escuras, que vivem no fundo das águas, se alimentando de vermes, lodo e resíduos e atingindo até vinte centímetros de comprimento. A família está distribuída da Costa Rica e Panamá até a Argentina e Chile.

## Etimologia
"Cambeva", "cambeba", "acangapeva", "campeva" e "bagre-cambeja" são derivados do termo tupi a'kãg pewa, que significa "cabeça chata".

## Taxonomia

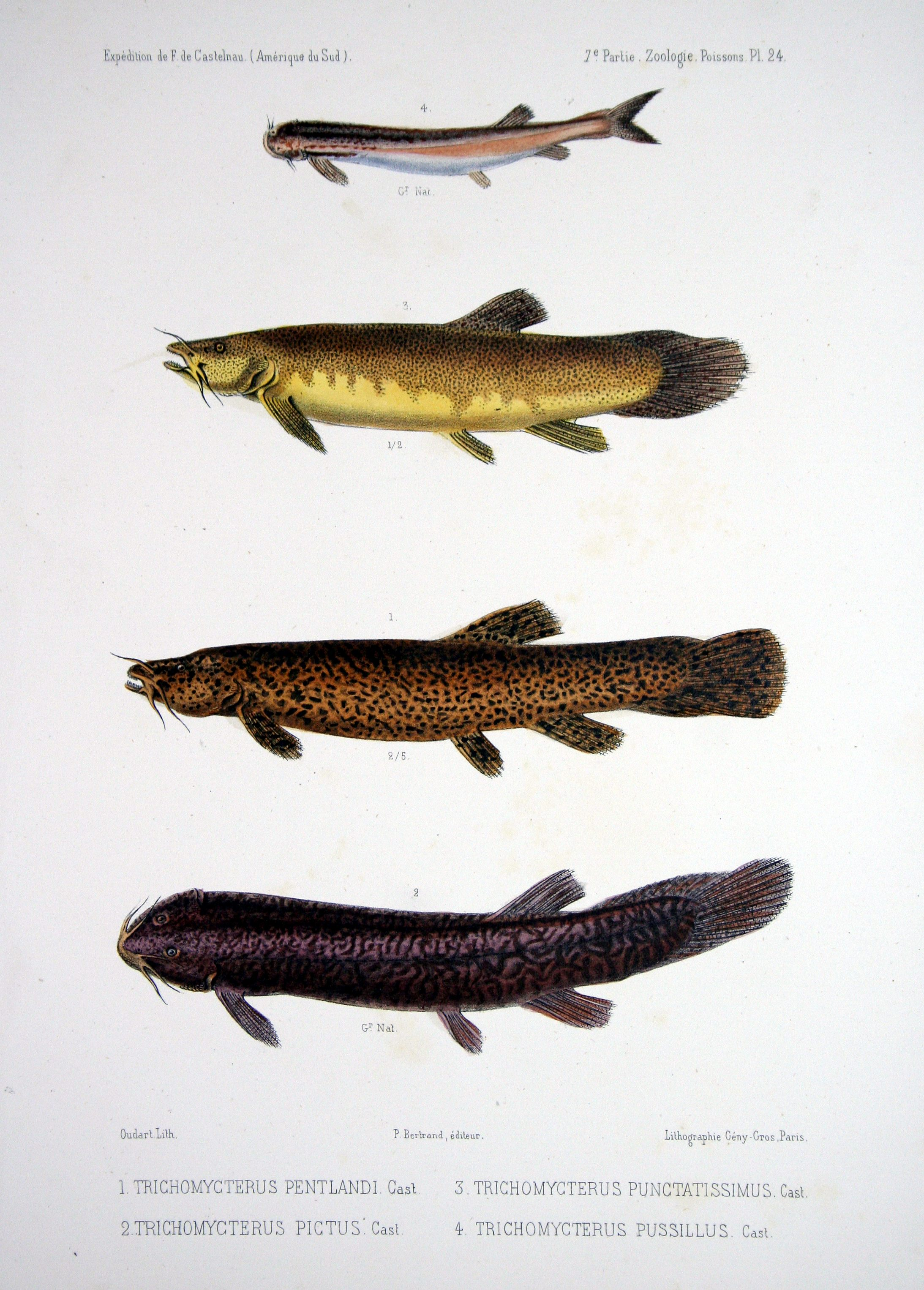
Várias espécies do gênero Trichomycterus

A família Trichomycteridae é considerada monofilética. Tradicionalmente é subdividida em oito subfamílias: Copionodontinae, Glanapteryginae, Sarcoglanidinae, Stegophilinae, Trichogeninae, Trichomycterinae, Tridentinae e Vandelliinae. Estudos moleculares demonstraram que a subfamília Trichomycterinae é parafilética.
Sistemática da família Trichomycteridae:
- Subfamília Copionodontinae de Pinna, 1992
  - Copionodon de Pinna, 1992
  - Glaphyropoma de Pinna, 1992
- Subfamília Glanapteryginae Myers, 1944
  - Glanapteryx Myers, 1927
  - Listrura de Pinna, 1988
  - Pygidianops Myers, 1944
  - Typhlobelus Myers, 1944
- Subfamília Sarcoglanidinae Myers & Weitzman, 1966
  - Ammoglanis Costa, 1994
  - Malacoglanis Myers & Weitzman, 1966
  - Microcambeva Costa & Bockmann, 1994
  - Sarcoglanis Myers & Weitzman, 1966
  - Stauroglanis de Pinna, 1989
  - Stenolicmus de Pinna & Starnes, 1990
- Subfamília Stegophilinae Günther, 1864
  - Acanthopoma Lütken, 1892
  - Apomatoceros Eigenmann, 1922
  - Haemomaster Myers, 1927
  - Henonemus Eigenmann & Ward, 1907
  - Homodiaetus Eigenmann & Ward, 1907
  - Megalocentor de Pinna & Britski, 1991
  - Ochmacanthus Eigenmann, 1912
  - Parastegophilus Miranda Ribeiro, 1946
  - Pareiodon Kner, 1855
  - Pseudostegophilus Eigenmann & Eigenmann, 1889
  - Schultzichthys Dahl, 1960
  - Stegophilus Reinhardt, 1859
- Subfamília Trichogeninae Isbrücker, 1986
  - Trichogenes Britski & Ortega, 1983
- Subfamília Trichomycterinae Bleeker, 1858
  - Bullockia Arratia, Chang, Menu-Marque & Rojas, 1978
  - Eremophilus Humboldt, 1805
  - Hatcheria Eigenmann, 1909
  - Ituglanis Costa & Bockmann, 199
  - Rhizosomichthys Miles, 1943
  - Scleronema Eigenmann, 1917
  - Silvinichthys Arratia, 1998
  - Trichomycterus Valenciennes, 1832
- Subfamília Tridentinae Eigenmann, 1918
  - Miuroglanis Eigenmann & Eigenmann, 1889
  - Tridens Eigenmann & Eigenmann, 1889
  - Tridensimilis Schultz, 1944
  - Tridentopsis Myers, 1925
- Subfamília Vandelliinae Bleeker, 1862
  - Paracanthopoma Giltay, 1935
  - Paravandellia Miranda Ribeiro, 1912
  - Plectrochilus Miranda Ribeiro, 1917
  - Vandellia Valenciennes, 1846